# E.ホップの拡張定理
数学の測度論におけるE.ホップの拡張定理（英: Hopf extension theorem）とは、有限加法的測度が完全加法族上の（完全加法的）測度に拡張できるための条件を述べた定理である。
X を集合、{\displaystyle {\mathcal {F}}} を X 上の有限加法族とする。{\displaystyle {\mathcal {F}}} 上の有限加法的測度 μ が、F が生成する完全加法族 {\displaystyle \sigma [{\mathcal {F}}]} 上の測度へと拡張されるための必要十分条件は、μ が {\displaystyle {\mathcal {F}}} 上完全加法的であることである。さらに、可算個の {\displaystyle X_{1},X_{2},\ldots \in {\mathcal {F}}} で μ(Xk) < ∞ (∀k), X = ⋃∞
k=1 Xk なるものが存在すれば、拡張は一意的である。
カラテオドリの拡張定理は、ジョルダン測度がルベーグ測度に一意に拡張できることを示したものだが、E.ホップは、より一般の有限加法的測度が（完全加法的）測度に拡張できるための必要十分条件を示した。ただし、本稿の一般の有限加法的測度についての定理を「カラテオドリの拡張定理」と呼んでいるテキストも多く見られる。

## 定理の内容
{\displaystyle \Sigma _{0}} を集合 {\displaystyle X} の部分集合の有限加法族とする。関数
{\displaystyle \mu _{0}\colon \Sigma _{0}\to \mathbb {R} \cup \{\infty \}}
は有限加法的であるとする。すなわち
{\displaystyle \mu _{0}{\bigl (}\textstyle \bigcup \limits _{n=1}^{N}A_{n}{\bigr )}=\sum \limits _{n=1}^{N}\mu _{0}(A_{n})}
が {\displaystyle \Sigma _{0}} 内の任意の有限個の互いに素な集合 {\displaystyle A_{1},A_{2},\ldots ,A_{N}} に対して成り立つものとする。
また、この関数はより強いσ-加法性も満たすものとする。すなわち、
{\displaystyle \mu _{0}{\bigl (}\textstyle \bigcup \limits _{n=1}^{\infty }A_{n}{\bigr )}=\sum \limits _{n=1}^{\infty }\mu _{0}(A_{n})}
が、{\displaystyle \cup _{n=1}^{\infty }A_{n}\in \Sigma _{0}} を満たす {\displaystyle \Sigma _{0}} 内の任意の互いに素な集合列 {\displaystyle (A_{n})_{n\in \mathbb {N} }} に対して成り立つものとする（これらの2つの性質を満たす関数 {\displaystyle \mu _{0}} は前測度として知られている）。このとき {\displaystyle \mu _{0}} は、{\displaystyle \Sigma _{0}} により生成されるσ-代数 {\displaystyle \Sigma } 上で定義されるある測度へと拡張される。すなわち、{\displaystyle \Sigma _{0}} への制限が {\displaystyle \mu _{0}} と一致するようなある測度
{\displaystyle \mu :\Sigma \to \mathbb {R} \cup \{\infty \}}
が存在する。
{\displaystyle \mu _{0}} が σ-有限であるなら、この拡張は一意である。

## 拡張の非一意性
{\displaystyle \mu _{0}} が {\displaystyle \sigma }-有限でないなら、上述のような拡張は必ずしも一意ではない。たとえその拡張自身が {\displaystyle \sigma }-有限であっても、その一意性は保証されない。
そのような一例を挙げる：  
{\displaystyle a,b\in \mathbb {Q} } に対し、{\displaystyle [a,b)} の形で表される任意の {\displaystyle \mathbb {Q} } の部分集合を有理閉開区間と呼ぶことにする。
{\displaystyle X} を {\displaystyle \mathbb {Q} \cap [0,1)} とし、{\displaystyle \Sigma _{0}} を、{\displaystyle \mathbb {Q} \cap [0,1)} に含まれるすべての有理閉開区間の有限な合併からなる代数とする。実際そのような {\displaystyle \Sigma _{0}} が代数であることは簡単に証明することができる。また、{\displaystyle \Sigma _{0}} に含まれるすべての空でない集合は無限大であることも、簡単に分かる。
{\displaystyle \mu _{0}} を、{\displaystyle \Sigma _{0}} に定義される集合計数関数 ({\displaystyle \#}) とする。{\displaystyle \mu _{0}} が {\displaystyle \Sigma _{0}} 内において有限加法的かつ  {\displaystyle \sigma }-加法的であることは明らかである。{\displaystyle \Sigma _{0}} に含まれるすべての空でない集合は無限大であるため、すべての空でない集合 {\displaystyle A\in \Sigma _{0}} に対して {\displaystyle \mu _{0}(A)=+\infty } が成り立つ。
今 {\displaystyle \Sigma } を、{\displaystyle \Sigma _{0}} によって生成される {\displaystyle \sigma }-代数とする。{\displaystyle \Sigma } が {\displaystyle X} の部分集合のボレル {\displaystyle \sigma }-代数であり、{\displaystyle \#} と {\displaystyle 2\#} は {\displaystyle \Sigma } 上定義される測度で、それらはいずれも {\displaystyle \mu _{0}} の拡張であることが分かる。

## 解説
この定理は、完全加法性が簡単に確かめられる小さい有限加法族上で測度を定義してから、それが生成する完全加法族への測度の拡張を行うことが常に可能である点において、優れている。この定理は自明ではない。なぜならばこの定理では、{\displaystyle \mu _{0}} を有限加法族からより大きい完全加法族へと拡張し、しかも（{\displaystyle \mu _{0}} が {\displaystyle \sigma }-有限であるなら）その拡張は一意であり、また拡張した関数の完全加法性も満たされている必要があるためである。